# Colonna della Santissima Trinità (Budapest)
La colonna della Santissima Trinità, o anche semplicemente statua della Santissima Trinità (in ungherese Szentháromság-szobor), è il monumento barocco che si trova in piazza Szentháromság a Várkerület, distretto di Budapest in Ungheria. La colonna votiva è stata eretta all'inizio del XVIII secolo.

## Storia

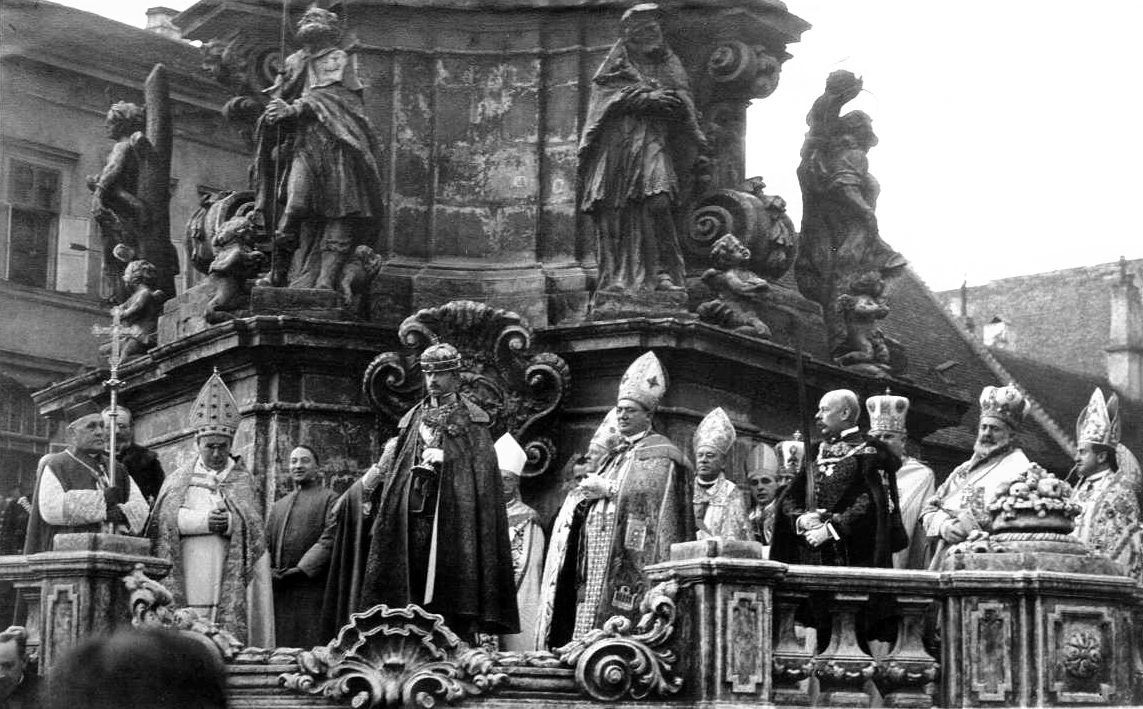
Momento della cerimonia di incoronazione del re Carlo IV d'Ungheria il 30 dicembre 1916 a Budapest, accanto alla colonna

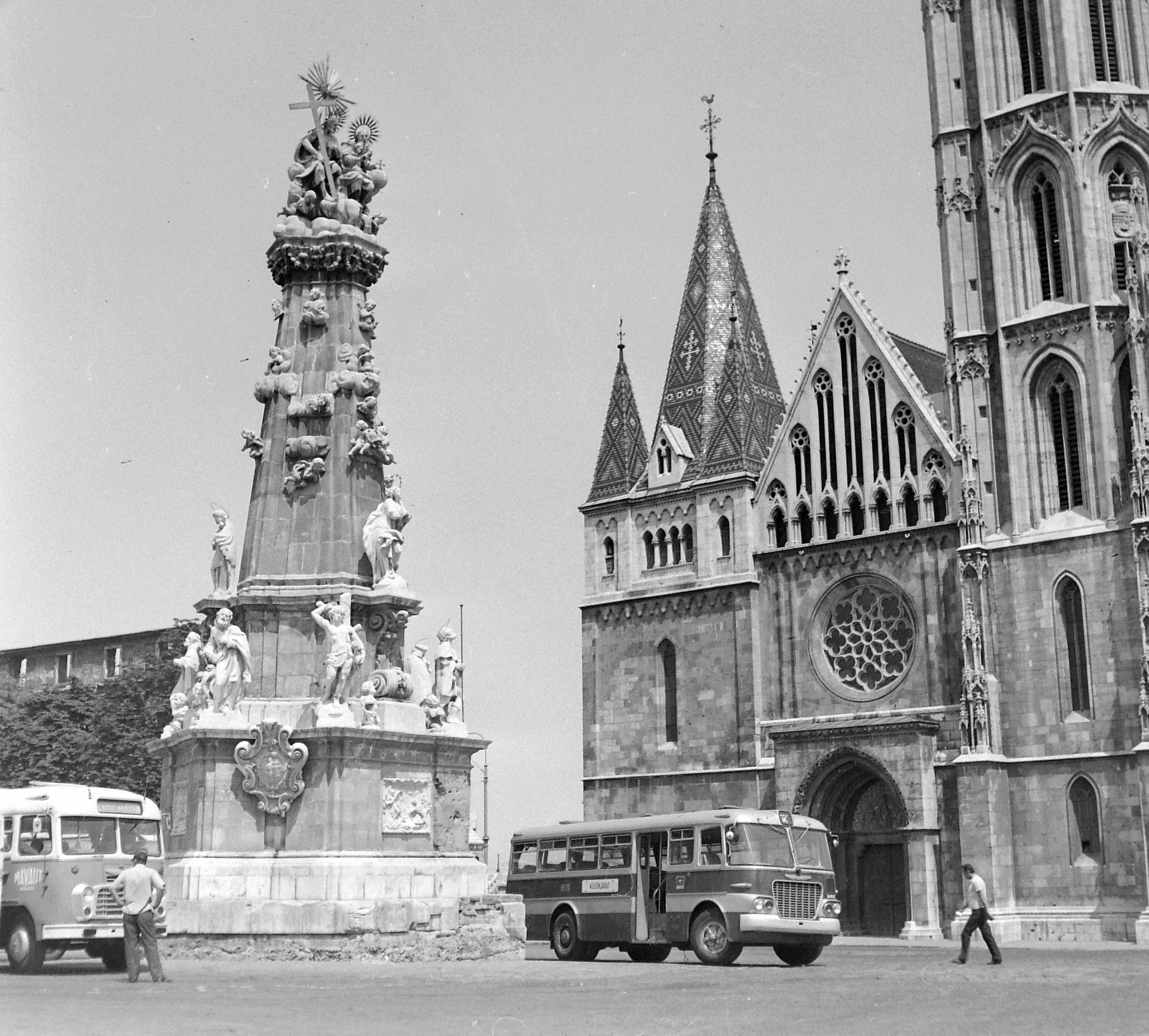
Colonna accanto alla chiesa di Mattia a Várkerület nel 1969

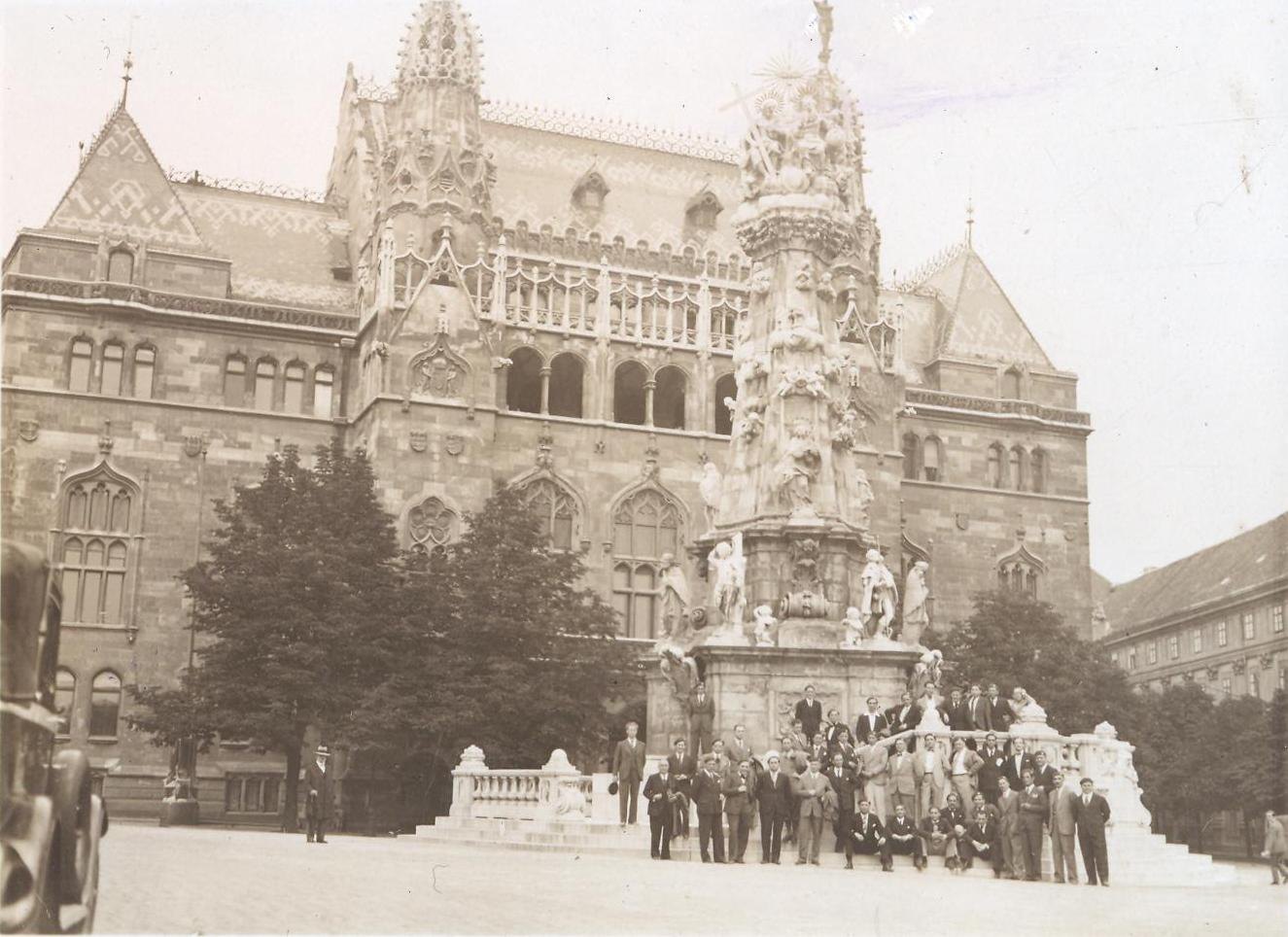
Colonna della Santissima Trinità nella omonima piazza a Budapest nel 1933

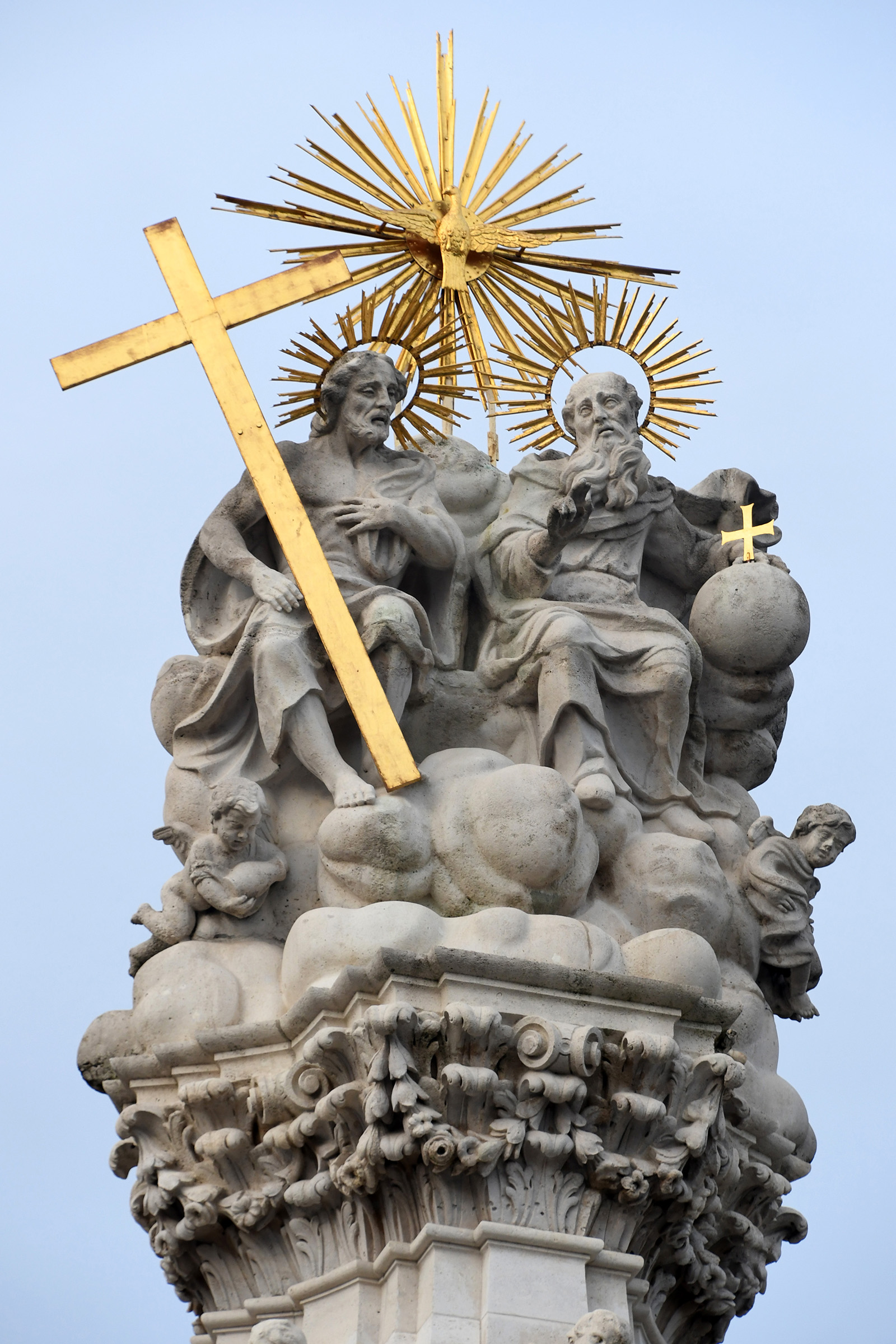
Parte apicale della colonna, con la statua raffigurante la Santissima Trinità

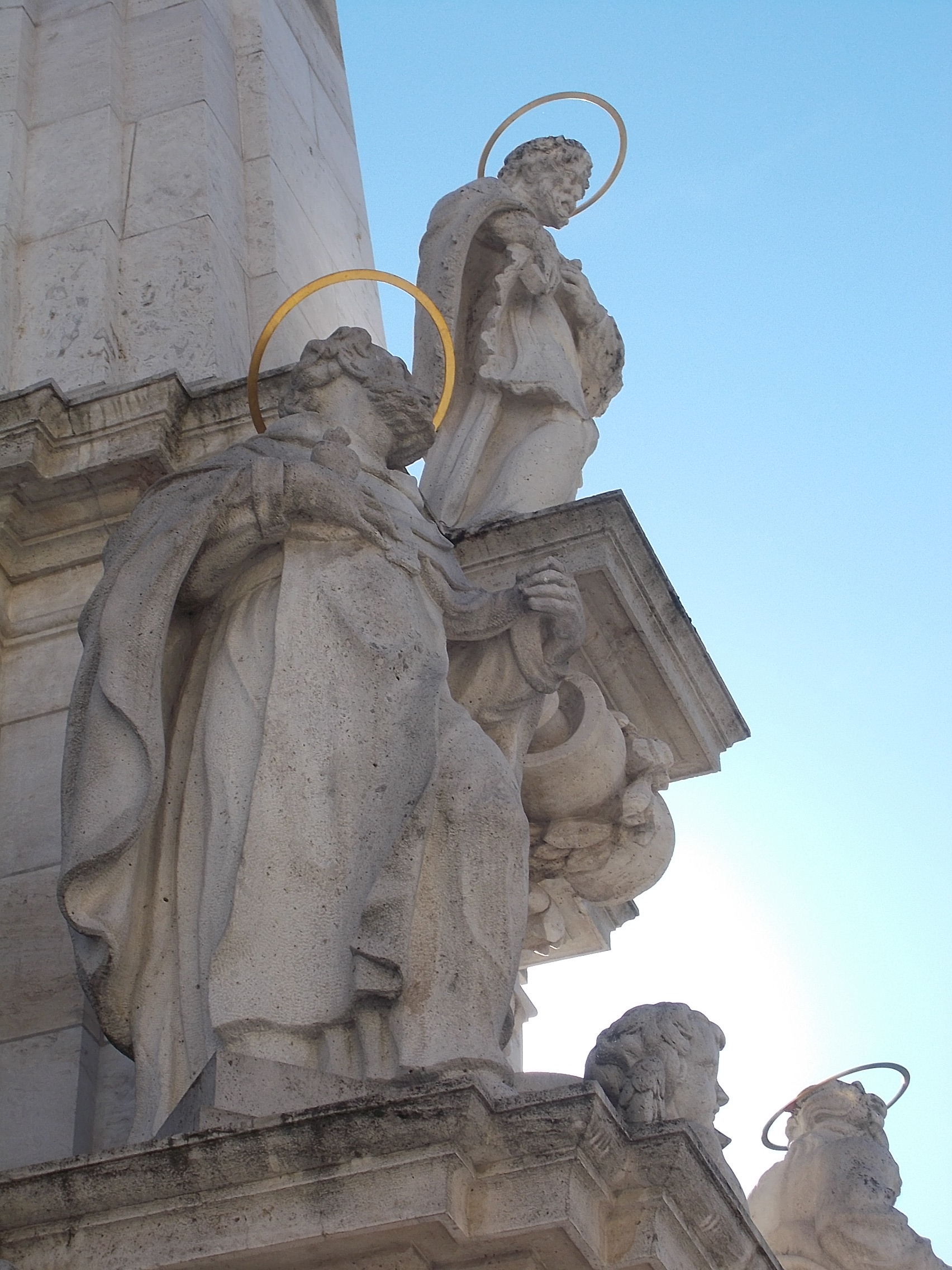
Particolare delle statue sulla colonna

Nel 1694 il consiglio comunale di Buda decise di erigere un monumento votivo dedicato alla Santissima Trinità per proteggersi dalle epidemie di peste che in quel periodo colpivano la popolazione e in segno di gratitudine per la loro cessazione. La prima pietra della prima statua della Santissima Trinità fu posta nel 1700. La statua fu completata nel 1706. Nel 1709, in occasione di un'altra epidemia, l'opera fu spostata alla periferia di Újlak e il magistrato decise di far erigere una nuova colonna ancora più grande e decorata. Tale colonna commemorativa che ci è pervenuta è opera dello scultore Fülöp Ungleich mentre i rilievi e gli stemmi furono eseguiti da Antal Hörger. Il monumento fu inaugurato l'11 giugno 1713.
Nel 1968 venne preparato un piano di restauro dallo scultore Barna Búza poiché la statua raffigurante la Santissima Trinità versava in pessime condizioni.

## Descrizione
La colonna votiva con la statua della Santissima Trinità si trova in piazza Szentháromság davanti alla chiesa di Mattia a Várkerület, distretto di Budapest. Il monumento barocco ha il basamento esagonale a tre gradini realizzato in pietre cubiche ed è decorato con sculture e rilievi in pietra. Il pilastro a forma di obelisco è chiuso da un capitolo composito, sopra il quale si trova il gruppo statuario della Santissima Trinità. Il corpo del pilastro è decorato con angeli e nuvole fluttuanti. La parte inferiore dello zoccolo è costituita da facciate rivolte in tre direzioni, ciascuna con un rilievo entro cornice barocca sul lato anteriore. Sulla prima si vede il re Davide che implora la fine della peste, sulla seconda la furia della peste con il castello di Buda sullo sfondo e sulla terza è raffigurato il monumento della Santissima Trinità completato. Sulle mensole del piedistallo si trovano due statue su ciascuno dei tre lati raffiguranti San Cristoforo, San Giuseppe, San Rocco, San Sebastiano, San Giovanni Nepomuceno e Sant'Agostino. Accanto a loro c'è una piccola statua di un angelo adorante. Su tre lati della parte superiore e più stretta del piedistallo si trovano le statue raffiguranti la Vergine Maria, San Giovanni Battista e San Francesco Saverio, ciascuna posta su una mensola decorata con volute, teste d'angelo alate e ornamenti vegetali. Nella parte inferiore del basamento, tra i rilievi, sono collocati gli scudi degli stemmi della città di Buda e dell'Ungheria. Nel terzo scudo, durante il restauro, è stata posta un'iscrizione al posto dello stemma imperiale. Nella parte apicale, raffigurante la Santissima Trinità, tra Cristo e Dio Padre è posta la Colomba dello Spirito Santo.